# Кара-Чурин-Тюрк
Кара-Чурин-Тюрк (Тарду (виз.), Биягу (перс.), кит. упр. 达头可汗, пиньинь datoukehan, устар. Бугя-хан Дату; личное имя кит. упр. 阿史那玷厥, пиньинь ashinadianjue — Ашина Дяньцзюе) (умер в 603 г.) — 9-й каган Гёктюрк — Тюркского каганата.

## До вступления на престол 555—599
Кара-Чурин-Тюрк был сыном Истеми-кагана и вместе с отцом жил на западе державы тюрок, поэтому его молодость известна очень отрывочно по греческим и персидским источникам.
В молодости он принял участие в войне отца против эфталитов в 555 году. В 556 он разбил абаров в Джунгарии и с разрешения Истеми стал править завоёванной областью. В 558 участвовал в походе тюрок на Волгу. В 576, после смерти Истеми-кагана он стал правителем Западной части Каганата с титулом Тардуш-хан (тюр. Герой, могучий), подданные прозвали его Боке-хан.
В 581 он стал вторым ханом, после кагана Бага-Ышбара хана, со ставкой у горы Актаг. В 576—583 тюрки участвовали в войнах с Византией, но не ясно командовал ли Кара-Чурин-Тюрк ими лично, зато известно, что он уезжал на восток для войны с Китаем.
В 584 Кара-Чурин принял Торэмен Апа-хана и вступил во вражду с Бага-Ышбара ханом. Видя, что каган решил стать вассалом Суй, Кара-Чурин решил тоже стать вассалом Суй, чтобы избавить себя от войны против объединённых сил каганских войск и армии Суй, и приобрести выгоду от торговли с суйской империей. Это испортило отношения с Торэменом, которого вскоре уничтожили восточные тюрки кагана (китайская версия) или войска Кара-Чурина и его сына (персидская и греческая версии). В 587/588 возобновилась война с восточным каганатом, каган Чоллыг-Джагбу-Бага хан погиб от стрелы, и в 593 Юн-Улуг заключил мир с Кара-Чурином. Поскольку, каган стал всё больше зависеть от Суй Вэнь-ди, Кара-Чурин стал самым могущественным ханом в каганате.
Он установил контроль над областью Бухары, которая после уничтожения Апа-хана, осталась без правителя, и отдал её своему сыну Янг-Соух-тегину (персы называли его Шири-Кишвара, калька с Иль-Арслан, то есть «лев страны». По персидской версии это он уничтожал Апа-хана). Новый правитель покровительствовал торговцам и Бухары область разбогатела.
По персидским сведеньям в 588/589 году в битве при Герате Бахрам Чубин разбил тюркского Савэ-шаха (Шаба у ат-Табари) под которым историки понимают кагана Чоллыг-Джагбу-Бага хан. Хотя Л. Н. Гумилёв высказывался в пользу отождествления Савэ-хана с Янг-Соух-тегином, который вступил в войну с Персией, защищая интересы своих бухарских подданных-купцов, от поборов персов на Шёлковом Пути. В 599 он сделал правителем Пэйкенда своего внука и сына Янг-Соуха Нили-хана.
В 597 Юн-Улуг попросил помощи у Кара-Чурина, поскольку суйцы решили сделать каганом хана Жангара и уже переманили на его сторону множество тюрок. В этом году Кара-Чурин разбил приволжских угров и стал перемещать войска на восток. В 599 году китайские генералы Гао Фань и Ян Со смогли разгромить армию Кара-Чурина.
Смерть Юн-Улуга устранила последнее препятствие Кара-Чурина на пути к каганскому трону, и в конце 599 года он, не созывая съезд тюркской знати, провозгласил себя каганом.
С точки зрения Китая, легальным каганом (с 599 по 609) стал Жангар (Циминькэхань), который жил в Китае.

## Правление 599—603
В 599 пожилой Кара-Чурин возглавил разваливающийся каганат. Китайцы сразу перешли в наступление и отправили Ши Ваньсуя для нападения на кагана. Кара-Чурин уклонился от битвы и отправил сына для нападения на Тули-хана, но подошедшее китайское подкрепление заставило тюрок отступить.
В 601 Кара-Чурин перехватил инициативу и разбил генерала Хань Хуна у Хынани. Жангар и Ян Со выступили против Кара-Чурина, они встали лагерем на северном берегу Хуанхэ, севернее Ордоса. Тюркский отряд под командованием Сыгиня переправился через реку и ловким манёвром захватил у Жангара скот и людей. Ян Со и Лян Мо догнали тюркский отряд и отбили у них добычу, другие китайские отряды отправились по другим дорогам наперерез. Несмотря на поражение, другой тюркский отряд вторично напал на ставку Жангара.
В 603 в тылу у Кара-Чурина вспыхнуло восстание телесцев, которые разбили Нили-хана и Шеху. Восточные тюрки, видя поражение Кара-Чурина, стали уходить от него к Жангару, к ним присоединились и татабы.
О дальнейшей судьбе Кара-Чурина известно мало. По китайским сведениям, он, покинутый большинством подданных, бежал в Тогон, где умер или был убит.